# Pseudochalcothea ritsemae
Pseudochalcothea ritsemae är en skalbaggsart som beskrevs av Oliver Erichson Janson 1917. Pseudochalcothea ritsemae ingår i släktet Pseudochalcothea och familjen Cetoniidae. Inga underarter finns listade i Catalogue of Life.